# Heterocercus
Heterocercus là một chi chim trong họ Pipridae.